# Tylmanowa
Tylmanowa ist eine Ortschaft mit einem Schulzenamt der Gemeinde Ochotnica Dolna im Powiat Nowotarski der Woiwodschaft Kleinpolen in Polen.

## Geographie
Der Ort liegt am Dunajec zwischen den Gorcen im Westen und den Sandezer Beskiden (Beskid Sądecki) im Osten, Ochotnica Dolna im Norden und Krościenko nad Dunajcem im Süden.

## Geschichte
Der Ort wurde im Jahre 1336 von den Klarissen in Stary Sącz (Alt Sandez) entlang des Handelswegs nach Ungarn gegründet. Der besitzanzeigende Name (der Suffix -owa) ist vom Gründer und einem der zwei ersten Schultheißen Tylman abgeleitet, während der zweite Petrus war. Wahrscheinlich hatte der Ort schon im 14. Jahrhundert eine römisch-katholische Kirche.
Bei der Ersten Teilung Polens kam das Dorf 1772 zum neuen Königreich Galizien und Lodomerien des habsburgischen Kaiserreichs (ab 1804).
1918, nach dem Ende des Ersten Weltkriegs und dem Zusammenbruch der k.u.k. Monarchie, kam Tylmanowa zu Polen. Unterbrochen wurde dies nur durch die Besetzung Polens durch die Wehrmacht im Zweiten Weltkrieg.
Von 1975 bis 1998 gehörte Tylmanowa zur Woiwodschaft Nowy Sącz.

## Sehenswürdigkeiten
- Holzkirche, gebaut 1756
- Gutshof, gebaut 1840

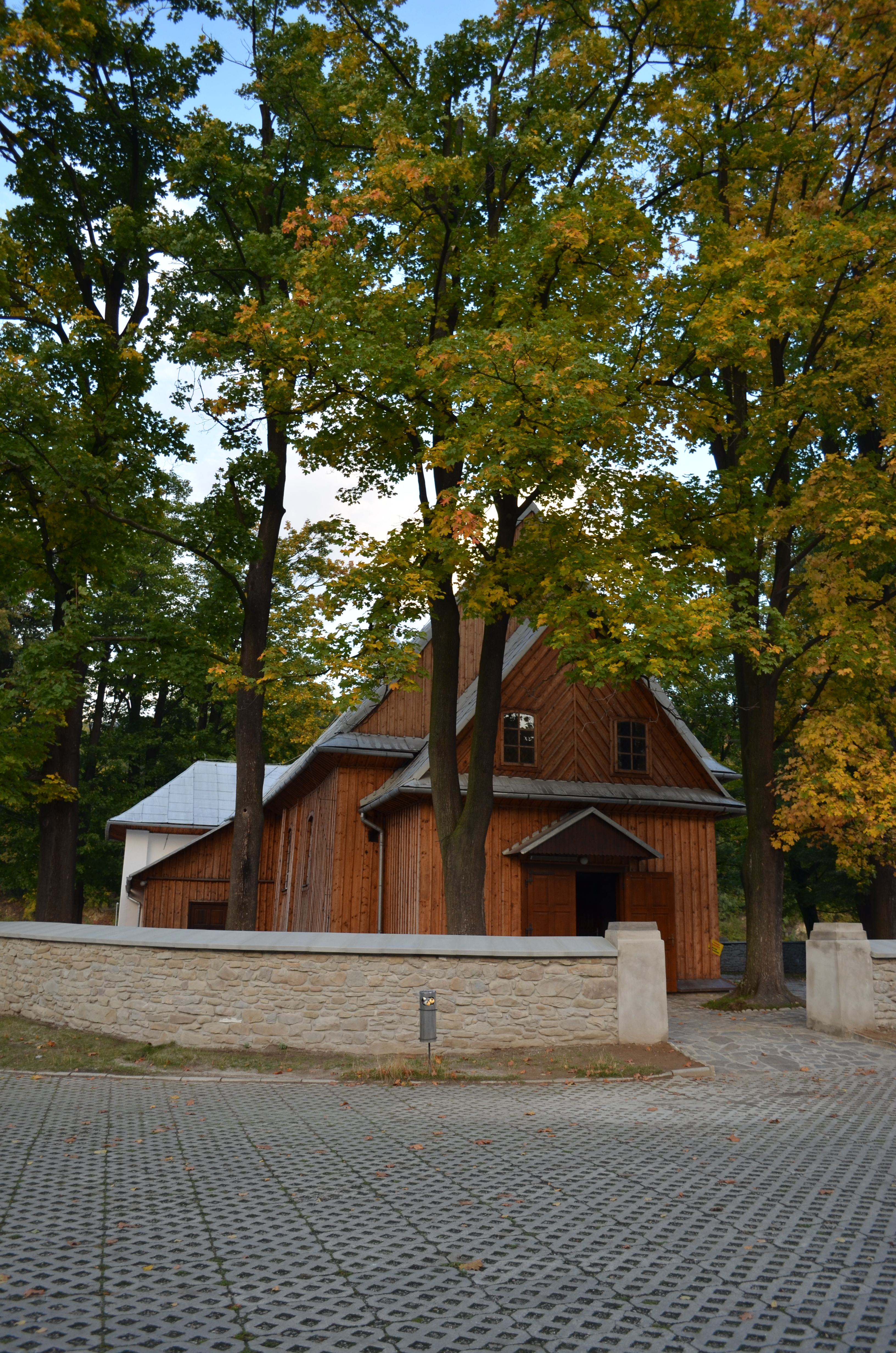
Holzkirche
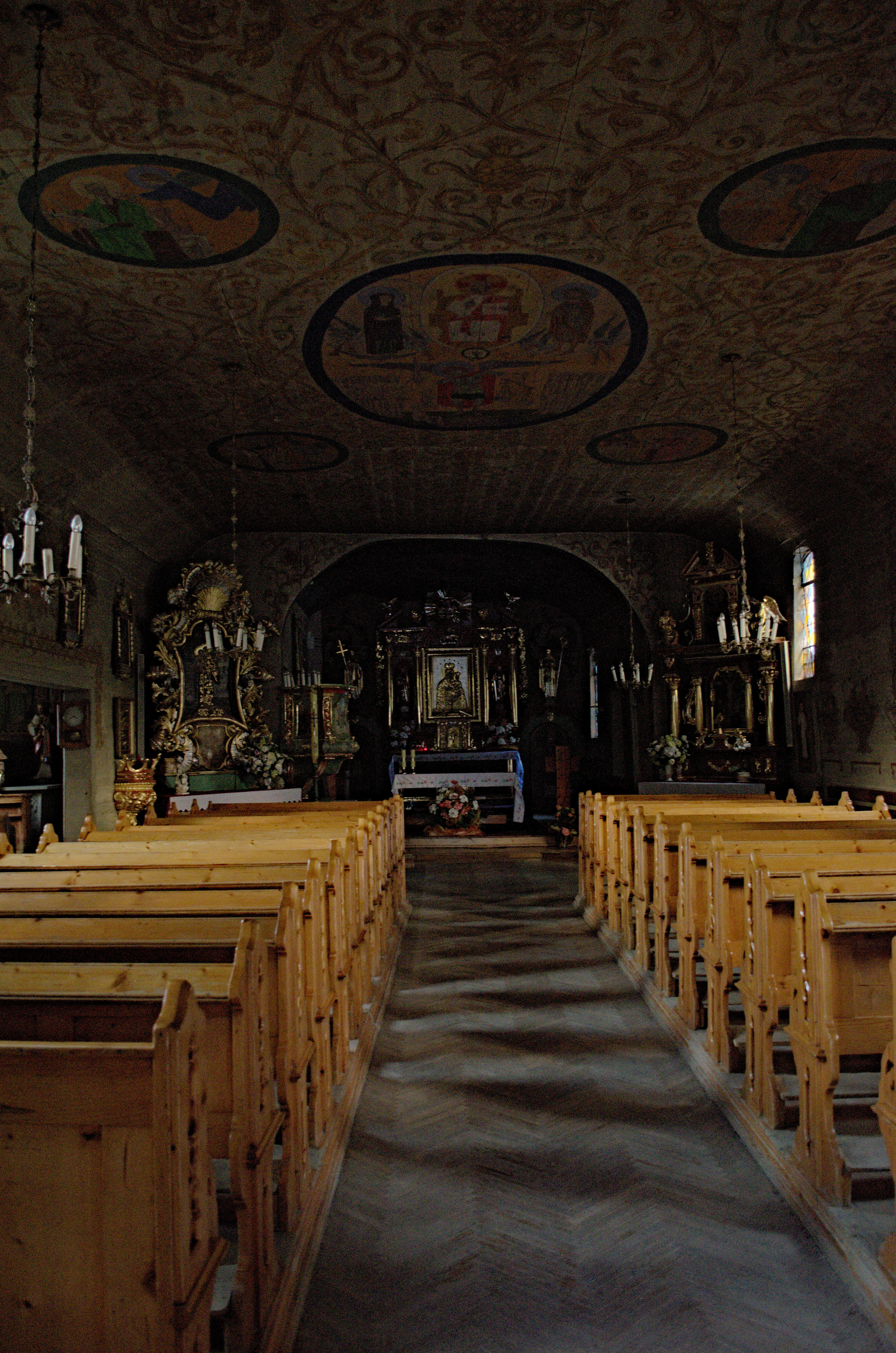